# USS H-2 (SS-29)
USS H-2 (SS-29) (izvorno USS Nautilus) bila je druga američka podmornica klase H.

## Povijest
Kobilica je položena 23. ožujka 1911. u brodogradilištu Union Iron Works u San Franciscu, Kalifornija. Porinuta je 4. lipnja 1913. i u operativnu uporabu primljena 1. prosinca iste godine.

### Operativna uporaba
Kao dio Pacifičke Flote djelovala je duž Zapadne obale, najčešće uz pratnju sestrinske podmornice USS H-1. Ulaskom Sjedinjenih Država u Prvi svjetski rat, upućena je prema Istočnoj obali SAD-a gdje se pridružuje Atlantskoj Floti. Od 9. studenog 1917. krstari Karibima te sudjeluje u potrazi za neprijateljsim podmornicama. Nakon ugradnje novih motora u proljeće 1918., nastavlja s ophodnjama. Nakon rata, iz New Londona djeluje na području Long Island Sounda, često s ukrcanim podmorničarskim studentima na izobrazbi.
Na povratku prema Zapadnoj obali, posjetila je nekoliko karipskih luka. Kada se USS H-1 nasukala kod Santa Margarite, H-2 je tragala i spašavala preživjele članove.
Vježbe s Pacifičkom Flotom prekinuo je veliki remont kojem je podvrgnuta tijekom zime 1921. Zajedno s 7. podmorničarskom divizijom 25. srpnja 1922. krenula je iz San Pedra prema Hampton Roadsu via Acapulco, Corinta i Coco Sola. Tu je 23. listopada 1922. povučena iz službe i 18. prosinca 1930. izbrisana iz flotne liste.
U rujnu 1931. prodana je kao staro željezo.

## Vanjske poveznice
|  | Zajednički poslužitelj ima još gradiva o temi USS H-2 (SS-29) |